# Aemilia Tertia
Pour les articles homonymes, voir Tertia.
Aemilia Tertia, plus connue sous le nom de Aemilia Paula (v. 230 - 163 ou 162 av. J.-C.), fut l'épouse de Scipion l'Africain, général et homme d'État romain. Elle était la fille d’un autre général romain Lucius Aemilius Paullus qui fut tué lors de la bataille de Cannes au cours de la deuxième guerre punique et la sœur d’un autre général Lucius Aemilius Paullus Macedonicus, consul en 182 et 168 av. J.-C..

## Famille et nom
Le nom Aemilia vient de son nom de famille. La gens Aemilia  était une des cinq plus importantes familles patriciennes de Rome. Les femmes de la République portaient généralement le nom de famille et on les distinguait par leur ordre de naissance. Comme pour les hommes appelés Quintus (le cinquième) ou Sextus (le sixième), le nom de Tertia ne veut pas toujours dire que la femme avait deux sœurs ainées. Valère Maxime nous apprend que la femme de Scipion l’Africain et la mère de Cornelia était Tertia Aemilia. On ne sait pas si Aemilia avait des sœurs mais les sœurs cadettes sont parfois plus connues que les aînées. Les filles d’Aemilia étaient Cornelia Africana Major et Cornelia Africana Minor, la seconde étant bien plus connue que sa mère ou sa sœur.

## Mariage avec Scipion
Le mariage d’Aemilia et de Scipion eut probablement lieu entre 213 et 210 av J.-C. (quand Scipion fut envoyé en Sicile puis en Espagne) ; il peut également avoir eu lieu en 206 ou 205 av. J.-C.. Aemilia Tertia et Scipion eurent un mariage fécond et selon Tite-Live, Polybe et d’autres un mariage heureux. Ils eurent deux fils et deux filles, la plus jeune étant la fameuse Cornelia Africana, la mère des Gracques.

## Caractère d’Aemilia
Aemilia Tertia était connue pour son caractère doux et sa loyauté féroce à son mari qui avait irrité de nombreux sénateurs en contestant leur stratégie militaire et les conservateurs à cause de son adoption de certaines mœurs grecques. L’historien grec, Polybe, qui vécut quelque temps dans la maison de son frère Lucius Aemilius Paullus Macedonicus et fut donc un témoin direct écrivit à propos d’Aemilia Tertia :

« Cette femme appelée Aemilia déployait une grande magnificence quand elle quittait la maison pour participer aux cérémonies auxquelles les femmes assistent, profiter de la fortune de Scipion  alors à son maximum… À côté de la richesse de son vêtement et des ornements de sa voiture, toutes les coupes et autres ustensiles nécessaires pour les sacrifices étaient en or ou en argent et étaient portés avec toute la solennité requise… le nombre de servantes et servants était important. »

— Polybe, livre 31, fragment 26
Ce passage montre que pour cette période, les dernières décennies du milieu de la République, Aemilia Tertia jouissait d’une liberté et d’une richesse inhabituelle pour une femme patricienne mariée, grâce à un mari particulièrement libéral. Elle est une des rares femmes de cette période qui nous est connue. En raison de cette liberté et richesse et de son attitude, elle était un modèle pour de nombreuses femmes plus jeunes, comme sa fille Cornelia serait un modèle pour les femmes de la fin de la République, dont Aurelia Cotta, la mère de Jules César.
Selon d’autres sources, Aemilia était gentille, douce et férocement loyale à son mari. Valère Maxime rapporte l'histoire que devant l’infidélité de son mari avec une servante, Aemilia choisit de ne pas rendre l’histoire publique. Valère Maxime et Plutarque considérèrent cela comme honorable pour Scipion qui, après tout, ne débauchait pas sa femme. Le sexe matrimonial avait seulement un but procréatif. L’incident eut lieu en 191 av. J.-C. ou plus tard, Aemilia était alors enceinte de son plus jeune enfant ou avait juste accouché. Son désir de taire l’incident indiquerait qu’elle voulait éviter de l’embarras pour lui ou même pour elle-même. Une femme romaine ne pouvait pas s’attendre à ce que son mari soit fidèle et l’inconduite du mari n’était pas une base pour un divorce. De plus, en divorçant de son mari, la femme perdait la tutelle sur ses enfants et devait retourner dans la maison de son père ou de son mari. Le mari ne pouvait pas garder toute la dot, donc Aemilia aurait pu recevoir au-moins un cinquième de la dot. La belle-sœur d’Aemilia, Papiria Masonis, avait divorcé vers 183 av. J.-C. simplement parce que son mari était lassé d’elle. Elle était innocente, lui avait donné deux fils et deux filles et sa chasteté n’était pas en doute. Après son divorce, elle vécut chichement et sans ses enfants qui restèrent avec leur père. 
Des sources comme Polybe insistent également sur son goût du luxe et son extravagance. Elle conduisait une voiture spéciale lors des processions religieuses et était assistée d’un grand nombre de serviteurs. Une source avance qu’elle aimait acheter des œuvres d’art de goût mais extravagantes.

## La mort de Scipion et ses conséquences
Scipion mourut en 183 av J.-C. d’une maladie chronique après s’être retiré dans sa maison de campagne de Linterne en 185 av. J.-C. Au cours de ses dernières années, il écrivit ses mémoires en grec, ces dernières ne nous sont pas parvenues, tout comme sa Vie par Plutarque. Sa femme et ses quatre enfants lui survécurent ; son frère Scipion l'Asiatique vivait également encore.
Selon Polybe, Scipion prit des dispositions pour que sa veuve conservât le même style de vie auquel elle était habituée. Il promit également cinquante talents en or à chacune de ses filles, ce qui était une dot très importante pour l’époque.

## Veuvage
Aemilia Tertia survécut à son mari et à ses deux fils. Ses deux filles survécurent à sa mort qui eut lieu en 163 ou 162 av J.-C.. Elle continua sa vie luxueuse malgré son veuvage, disposant sans doute de revenus importants garantis par le testament de son mari. Toutefois, en raison de la lex Voconia (qui interdisait aux femmes d’hériter beaucoup ou de léguer leur propre fortune à des femmes), elle ne pouvait pas disposer de ses biens comme elle l’entendait. Après sa mort, son héritier fut son petit-fils adoptif, Scipion Émilien. Il les donna à sa mère Papiria Masonis qui était divorcée de son père biologique depuis plus de deux décennies. À la mort de cette dernière, il attribua ses propriétés à ses deux sœurs biologiques: Aemilia Paula Prima, épouse de Marcus Porcius Cato Licinianus et Aemilia Paulla Secunda, épouse de Quintus Aelius Tubero,.
Malgré sa richesse et sa vie confortable, ses dernières années durent être attristées par la mort de ses deux fils, sans descendance naturelle.

## Enfants
Aemilia et Scipion eurent quatre enfants, deux fils et deux filles. Les deux fils ne réussirent pas à atteindre le consulat, bien qu’ils fussent préteurs en 174 L’aîné se maria probablement mais on ne connait pas son épouse ou une éventuelle descendance. Le cadet mena une vie dissolue et ne se maria pas. Les deux souffrirent de santé fragile qui les empêcha de poursuivre une carrière militaire.
Les filles réussirent mieux. Elles reçurent chacune cinquante talents d’argent en dot. La moitié fut payée immédiatement lors du mariage, l’autre moitié devait être payée trois ans après la mort de leur mère.